# Lundpraktmossa
Lundpraktmossa (Plagiomnium cuspidatum) är en mossa som växer i lövskog i Nordamerika, Afrika och Asien . Den kan förekomma på stenblock, vid basen på trädstammar, bergväggar och på mullrik, fuktig jord. 
Dess växtsätt är krypande. Bladen är förhållandevis stora och skira. Kännetecknande för bladen är att de är breda och mer rombiska än runda till sin form, med en kort spets. Endast den främre hälften av bladkanten är tandad. 
Bladen är också på ett typiskt vis större närmast skottens bas och minskar i storlek mot bladspetsen. Mittnerven är tydligt framträdande. Mossans hanskott bildar i toppen en bladrosett som sett från ovan liknar en stjärna. Ofta finns också sporhus. 